# (58345) Moomintroll
(58345) Moomintroll est un astéroïde de la ceinture principale, de la famille de Hungaria.

## Description
(58345) Moomintroll est un astéroïde de la ceinture principale, de la famille de Hungaria. Il présente une orbite caractérisée par un demi-grand axe de 1,93 UA, une excentricité de 0,04 et une inclinaison de 17,6° par rapport à l'écliptique.

## Compléments